# Колесник Василь Степанович
Васи́ль Степа́нович Коле́сник (нар. 1923 — пом. 1945) — радянський військовик часів Другої світової війни, сапер 75-го окремого кулеметного батальйону 112-го укріпленого району 1-ї Червонопрапорної армії 1-го Далекосхідного фронту, єфрейтор. Герой Радянського Союзу (1945).

## Біографія
Народився у 1923 році в селі Боровій, нині — селище міського типу, районний центр Харківської області, в селянській родині. Українець. Здобув неповну середню освіту. Працював трактористом. Член ВЛКСМ.
До лав РСЧА призваний Борівським РВК у січні 1942 року. Учасник радянсько-японської війни з серпня 1945 року.
10 серпня 1945 року єфрейтор В. С. Колесник у складі кулеметного підрозділу брав участь у бою за взяття опорного пункту оборони японців поблизу населеного пункту Шебентунь-5. Отримавши від командування завдання розвідати систему інженерних перешкод, він під щільним кулеметним вогнем супротивника сміливо підповз до дротових загороджень і встановив прохідність електричного струму при наявності мінного поля. потім швидко, з притаманною йому вправністю, зробив три проходи у дротовому загородженні й розмінував у цих направленнях мінне поле. Під час виконання бойового завдання підповз впритул до ворожого ДОТу і жбурнув у нього дві зв'язки гранат. Проте ворожий кулемет не замовк і своїм вогнем продовжував стримувати просування радянської піхоти вперед. Вставши на повний зріст, єфрейтор В. С. Колесник закрив своїм тілом амбразуру ворожого ДОТу, чим сприяв вдалому виконанню бойового наказу.
Похований у селі Турів Ріг Ханкайського району Приморського краю.

## Нагороди
Указом Президії Верховної Ради СРСР від 8 вересня 1945 року «за зразкове виконання бойових завдань командування на фронті боротьби з японськими мілітаристами», єфрейторові Колеснику Василю Степановичу присвоєне звання Героя Радянського Союзу (посмертно).

## Пам'ять
Ім'ям Василя Колесника названо вулицю у місті Владивосток.
Пам'ятники і меморіальні дошки встановлено в смт Боровій, селі Турів Ріг і місті Владивостоці.